# Persone di nome Germano
| Questa pagina contiene informazioni ricavate automaticamente dalle voci biografiche con l'ausilio del template Bio e di un bot. L'aggiornamento è periodico e automatico e ricostruisce completamente la pagina. Se manca una persona in questa lista, sei pregato di non aggiungerla, ma accertati piuttosto che la sua voce biografica contenga il template Bio e che i dati anagrafici siano correttamente compilati. Se il template Bio manca, inseriscilo tu stesso o, in alternativa, metti l'avviso {{tmp\|Bio}} che ne segnala la mancanza. Se i dati riportati sono sbagliati, correggi direttamente la voce biografica; le modifiche saranno visibili in questa lista entro pochi giorni. Per chiarimenti vedi il progetto antroponimi. La lista contiene solo le 71 persone che sono citate nell'enciclopedia e per le quali è stato implementato correttamente il template Bio. Pagina aggiornata al 6 mag 2025. |

Questa è una lista di persone presenti nell'enciclopedia che hanno il nome Germano, suddivise per attività principale.

## Abati(1)
- Germano di Talloires, abate e santo franco (Talloires)

## Allenatori di calcio(1)
- Germano Mian, allenatore di calcio e calciatore italiano (Cormons, n. 1912 - Cormons, † 1966)

## Alpinisti(1)
- Gigi Vitali, alpinista e militare italiano (Lecco, n. 1913 - Malgrate, † 1962)

## Arcivescovi cattolici(1)
- Germano Muʿaqqad, arcivescovo cattolico siriano (Damasco, n. 1852 - Beirut, † 1912)

## Arcivescovi ortodossi(4)
- Germano V, arcivescovo ortodosso greco (Istanbul, n. 1835 - Istanbul, † 1920)
- Germano IV di Costantinopoli, arcivescovo ortodosso greco (n. 1790 - Turchia, † 1853)
- Germano III di Costantinopoli, arcivescovo ortodosso bizantino († 1289)
- Germano II di Costantinopoli, arcivescovo ortodosso bizantino (Anaplous - † 1240)

## Attori(4)
- Germano Bellavia, attore italiano (Napoli, n. 1970)
- Germano Di Mattia, attore italiano (Avezzano, n. 1967)
- Il Milanese Imbruttito, attore, comico e youtuber italiano (Brusuglio, n. 1966)
- Germano Longo, attore e doppiatore italiano (Poggiardo, n. 1933 - Roma, † 2022)

## Calciatori(6)
- Germano Boettcher Sobrinho, calciatore brasiliano (Rio de Janeiro, n. 1911 - Rio de Janeiro, † 1977)
- Germano de Figueiredo, calciatore portoghese (Alcântara, n. 1932 - † 2004)
- Germano Lanino, calciatore italiano (Vercelli, n. 1911 - Vercelli, † 1988)
- Germano Travagini, calciatore italiano (Udine, n. 1930 - † 1988)
- Germano Vailati, ex calciatore svizzero (Lugano, n. 1980)
- Germano Zanca, calciatore italiano (Battaglia, n. 1915)

## Cantanti(1)
- Germano Mathias, cantante, compositore e attore brasiliano (San Paolo, n. 1934 - Franco da Rocha, † 2023)

## Cantautori(1)
- Germano Bonaveri, cantautore italiano (Bologna, n. 1968)

## Cestisti(1)
- Germano Gambini, cestista e dirigente sportivo italiano (Bologna, n. 1931 - Bologna, † 2010)

## Chitarristi(1)
- Germano Serafin, chitarrista e violinista italiano (Treviso, n. 1956 - Montespertoli, † 1992)

## Ciclisti su strada(1)
- Germano Barale, ciclista su strada italiano (Villadossola, n. 1936 - Villadossola, † 2017)

## Compositori(1)
- Germano Benencase, compositore, musicista e direttore d'orchestra brasiliano (Vietri sul Mare, n. 1897 - Americana, † 1975)

## Critici d'arte(2)
- Germano Beringheli, critico d'arte italiano (Genova, n. 1927 - Genova, † 2014)
- Germano Celant, critico d'arte e direttore artistico italiano (Genova, n. 1940 - Milano, † 2020)

## Designer(1)
- Germano Facetti, designer italiano (Milano, n. 1926 - Sarzana, † 2006)

## Dirigenti sportivi(1)
- Germano Pierdomenico, dirigente sportivo e ex ciclista su strada italiano (Torrevecchia Teatina, n. 1967)

## Doppiatori(1)
- Germano Basile, doppiatore, direttore del doppiaggio e attore teatrale italiano (Napoli, n. 1955 - Cassino, † 2018)

## Fumettisti(1)
- Germano Bonazzi, fumettista italiano (Ferrara, n. 1959)

## Generali(2)
- Germano Giustino, generale bizantino (Serdica, † 550)
- Germano, generale bizantino (Constantina, † 604)

## Giornalisti(1)
- Germano Mosconi, giornalista e conduttore televisivo italiano (San Bonifacio, n. 1932 - Verona, † 2012)

## Lottatori(1)
- Germano Caraffini, lottatore italiano (Genova, n. 1936 - Genova, † 2011)

## Matematici(1)
- Germano D'Abramo, matematico e fisico italiano (Porto San Giorgio, n. 1973)

## Medici(1)
- Germano Azzoguidi, medico italiano (n. 1740 - † 1814)

## Militari(2)
- Germano Del Mastro, militare italiano (Campo di Giove, n. 1904 - Coma, † 1937)
- Germano Pellizzari, militare italiano (Padova, n. 1900 - Roma, † 1951)

## Musicisti(1)
- Germano Mazzocchetti, musicista e compositore italiano (Città Sant'Angelo, n. 1952)

## Partigiani(3)
- Germano Baron, partigiano e militare italiano (Poleo, n. 1922 - Schio, † 1945)
- Germano Jori, partigiano italiano (Sampierdarena, n. 1904 - Genova, † 1944)
- Germano Nicolini, partigiano italiano (Fabbrico, n. 1919 - Correggio, † 2020)

## Patrioti(1)
- Germano Sassaroli, patriota, educatore e poeta italiano (Filottrano, n. 1814 - † 1887)

## Pittori(1)
- Germano Prendaglio, pittore e miniatore italiano (Villafranca di Verona, n. 1735 - Verona, † 1809)

## Politici(8)
- Germano Bulgarelli, politico italiano (Reggio nell'Emilia, n. 1932 - Bologna, † 2014)
- Germano De Biagi, politico e imprenditore sammarinese (Città di San Marino, n. 1949)
- Germano De Cinque, politico italiano (Casoli, n. 1935 - Francavilla al Mare, † 2019)
- Germano Germanetti, politico italiano (Borgofranco d'Ivrea, n. 1803 - Ivrea, † 1885)
- Germano, politico bizantino
- Germano Marri, politico italiano (Perugia, n. 1932)
- Germano Racchella, politico italiano (Bassano del Grappa, n. 1968)
- Germano Rigotto, politico brasiliano (Caxias do Sul, n. 1949)

## Poliziotti(1)
- Germano Craighero, carabiniere italiano (Ligosullo, n. 1961 - Piazzola sul Brenta, † 1991)

## Presbiteri(2)
- Germano Liberati, presbitero, docente e scrittore italiano (Montegiorgio, n. 1939 - Modena, † 2010)
- Germano Pattaro, presbitero e teologo italiano (Venezia, n. 1925 - Venezia, † 1986)

## Pugili(1)
- Germano Valsecchi, pugile italiano (Milano, n. 1948 - Milano, † 2023)

## Religiosi(2)
- Germano di Kazan' e Svijažsk, religioso e santo russo (n. 1490 - † 1567)
- Germano Proverbio, religioso e latinista italiano (Parma, n. 1924 - Torino, † 2020)

## Sceneggiatori(1)
- Germano Tarricone, sceneggiatore e scrittore italiano (Milano, n. 1966)

## Sciatori alpini(1)
- Germano Pegorari, ex sciatore alpino italiano (Caspoggio, n. 1957)

## Scrittori(1)
- Germano Lombardi, scrittore italiano (Oneglia, n. 1925 - Parigi, † 1992)

## Scultori(1)
- Germano Sartelli, scultore italiano (Imola, n. 1925 - Imola, † 2014)

## Truccatori(1)
- Germano Natali, truccatore e effettista italiano

## Vescovi(5)
- Germano di Capua, vescovo e santo italiano (Capua - Capua, † 540)
- Germano d'Auxerre, vescovo e santo franco (Auxerre - Ravenna, † 448)
- Germano di Parigi, vescovo e santo franco (Autun - Parigi, † 576)
- Germano I, vescovo bizantino (Costantinopoli, n. 634 - † 733)
- Germano di Normandia, vescovo (Cornovaglia - Saint-Germain-sur-Bresle, † 480)

## Vescovi cattolici(1)
- Germano Zaccheo, vescovo cattolico italiano (Cannobio, n. 1934 - Fátima, † 2007)

## Senza attività specificata(2)
- Germano Bollini, ex tiratore a segno sammarinese (San Marino, n. 1951)
- Germano Maccari, brigatista italiano (Roma, n. 1953 - Roma, † 2001)